# Why Change Your Wife?
Why Change Your Wife? is een Amerikaanse stomme film uit 1920 onder regie van Cecil B. DeMille.

## Verhaal
Robert en Beth Gordon zijn ongelukkig getrouwd. Als Robert Sally ontmoet, scheidt hij eindelijk van zijn vrouw. Robert weet dat hij een grote fout heeft gemaakt als blijkt dat Sally enorm oppervlakkig is. En Beth begint steeds aantrekkelijker te worden.

## Rolverdeling
| Acteur             | Personage     |
| ------------------ | ------------- |
| Gloria Swanson     | Beth Gordon   |
| Thomas Meighan     | Robert Gordon |
| Bebe Daniels       | Sally Clark   |
| Theodore Kosloff   | Radinioff     |
| Lucien Littlefield | Butler        |
| Sylvia Ashton      | Tante Kate    |